# Pica-pau-lindo
Pica-pau-de-cabeça-ruiva ou pica-pau-lindo (nome científico: Celeus spectabilis) é uma espécie de ave pertencente à família dos picídeos. Pode ser encontrada na bacia oeste da Amazônia, no norte da Bolívia, no sudoeste do Brasil (somente Acre), leste do Equador e leste do Peru. Seus habitats naturais são: florestas úmidas tropicais e bosques.

## Subespécies
São reconhecidas duas subespécies:
- Celeus spectabilis spectabilis (P. L. Sclater & Salvin, 1880) - ocorre no Leste do Equador e na região adjacente do Nordeste do Peru;
- Celeus spectabilis exsul (Bond & Meyer de Schauensee, 1941) ocorre no Sudeste tropical do Peru, extremo Oeste do Brasil, no Oeste do estado do Acre e no Norte da Bolívia.